# Jacob Bolotin
Jacob Bolotin (* 3. Januar 1888 in Chicago; † 1. April 1924) war ein amerikanischer blinder Mediziner und Vorkämpfer für die soziale Gleichstellung von Blinden.

## Leben
Bolotin wurde in Chicago als siebtes Kind einer polnischen Einwandererfamilie geboren. Auch zwei seiner Geschwister waren blind geboren. Bolotin studierte Medizin am Chicago College of Medicine, das er im Alter von 24 Jahren mit Auszeichnung abschloss. Er wurde der erste völlig blinde lizenzierte Arzt in den USA. Er war besonders für seine Expertise auf dem Gebiet der Herz- und Lungenerkrankungen bekannt. Er nutzte seine vielen öffentlichen Vorträge, um für die Beschäftigung von Blinden und ihre vollständige Integration in die Gesellschaft einzutreten.
Bolotin gründete und leitete die erste Pfadfindergruppe, die ausschließlich aus blinden Jungen bestand.
Jakob Bolotin starb im Alter von nur sechsunddreißig Jahren. Fünftausend Menschen nahmen an seinem Begräbnis teil.
Die National Federation of the Blind (NFB) verlieh 2008 den Preis Dr. Jacob Bolotin Award for the Blind, der mit 100.000 US-Dollar dotiert war.